# قيادة الابتكار
قيادة الابتكار هي فلسفة وتقنية تجمع بين أساليب القيادة المختلفة للتأثير على الموظفين لإنتاج المنتجات والخدمات والافكار الإبداعية. ويمارس قائد الابتكارالدور الرئيسي في قيادة الابتكار. وطور الدكتور ديفيد جلايدون (2006) نموذج الكفاءة لرواد الابتكار ووضع مفهوم قيادة الابتكار في جامعة ولاية بنسلفانيا.
وكمنهج لتطوير المنظمات، تدعم ريادة الابتكار أهداف رسالة أو رؤية المنظمة أو الفريق.ففي ظل تسارع نمو المناهج والتقنيات الحديثة، ينبغي على المنظمات ان تتبنى فكرا ابتكاريا لضمان استمرار النجاح والقدرة على المنافسة والتكيف مع المتغيرات الجديدة. "وأدت الحاجة إلى الابتكار في المؤسسات إلى الاهتمام والتركيز على الدور الجديد للقادة في تمكين الجهود الإبداعية والمساهمة في انجاحها. ونشر ثقافة تدعم إيجاد وتطوير أفكار وطرق جديدة، لتشجيع الإبداع والتطوير المؤسسي وتحفيز الموظفين على الإبداع وطرح أفكار ابتكارية. قيادة الابتكار أصبحت اليوم عامل حيوي في الاداء المؤسسي وبدون قيادة الابتكار هناك احتمالات لأن تتعرقل المؤسسات.

## نظرة عامة
ولكي يكون هناك فهم واضح لما تنطوي عليه قيادة الابتكار، يجب أن نقف أولا عند مفهوم الابتكار. على الرغم من وجود بعض الجدل حول كيفية تعريف الابتكار، في المؤلفات، إلا أنه يمكن وصفه على أنه أفكار مبتكرة لمنتجات عملية وقابلة للتطبيق. تتضمن ثلاث مراحل مختلفة، كلها ديناميكية ومتكررة (ثابتة):
1. توليد الافكار
2. التقييم
3. التنفيذ

ويكمن الابتكار على إحدى الحالتين اولاهما الابتكار بالاكتشاف، والذي يتضمن توليد أفكار جديدة تمامًا، والاخر هو ابتكارقيمة مضافة، والذي يتضمن تعديل الأفكار الموجودة بالفعل وتحسينها. يجب أن تكون الأفكار التي تم إنشاؤها مفيدة لتكون مبتكرة. كما يجب عدم الخلط بين الابتكار والإبداع، الذي هو مجرد توليد فكرة جديدة قد لا يتم تطبيقها بالضرورة - على الرغم من أن هذه المصطلحات تستخدم أحيانًا بشكل متبادل في المنشورات عند الحديث عن قيادة الابتكار. وتعد قيادة الابتكار مفهومًا معقدًا، حيث لا يوجد تفسير أو صيغة واحدة يمكن للقائد اتباعها لزيادة الابتكار. ونتيجة لذلك، تشمل قيادة الابتكار مجموعة متنوعة من الأنشطة والإجراءات والسلوكيات المختلفة التي تتفاعل لإنتاج نتائج مبتكرة.

### ابتكار ذو القيمة المضافة
الابتكار الاستكشافي والابتكار ذو القيمة المضافة يتطلب أساليب القيادة والسلوكيات المختلفة لتحقيق النجاح. اذ يتضمن الابتكار ذو القيمة المضافة (PwC، 2010) تكرير ومراجعة منتج أو خدمة حالية ويتطلب عادةً الحد الأدنى من المخاطرة (مقارنةً بالابتكار الاستكشافي الذي ينطوي غالبًا على المخاطرة الكبيرة)؛ ففي هذه الحالة، من الأنسب أن يتبنى قائد الابتكار أسلوب من أساليب معاملات القيادة. وذلك لأن أسلوب قيادة المعاملات لا يستخدم سلوكيات القيادة المحفزة مثل تشجيع الموظفين على التجربة وتحمل المخاطر، بل يستخدم سلوكيات القيادة المنغلقة التي لا تتغاضى عن المخاطرة أو تكافئها. وتشمل الشركات التي يستخدم قادة الابتكار فيها قيادة المعاملات لأغراض الابتكار ذات القيمة المضافة، Toyota Motor Co. و General Motors Corp و Ford Motor Co.؛ وأمثلة على ابتكارات القيمة المضافة لهذه الشركات، إجراء تحسينات على السيارات الحالية من خلال جعلها أسرع وأكثر راحة واقل استهلاك للوقود.
في بعض الأحيان، يتطلب الابتكار ذي القيمة المضافة طريقة جديدة تمامًا للتفكير، وربما يتطلب لمخاطرة جديدة. ويمكن توضيح مثال على هذا السيناريو من خلال الأسبرين؛ فقد كان هذا منتجًا يستخدم تقليديًا كمسكن لتخفيف الآلام، ولكن تم إدخاله في سوق جديد ومختلف عن طريق توسيع نطاق استخدامه للمساعدة في منع حدوث أزمة قلبية وتقليل فرص الإصابة بجلطات الدم. ففي هذا المثال، تمت إعادة استخدام منتج قائم وإدخاله في سوق جديد. وبينما يتم تغيير أو تحسين منتج حالي، وصفه بأنه ابتكار ذو قيمة مضافة، أصبح من الضروري الآن التفكير خارج الصندوق والبحث والتفكير في المخاطرة منذ طرحه في سوق جديد. في هذه الحالة، يعد أسلوب القيادة التحويلي أسلوبًا أكثر ملائمة للاستخدام.
يجب على قائد الابتكار ان يقيس مدى المخاطرة والتفكير المنطقي بمن هو معني في ابتكار القيمة المضافة لتحديد نمط القيادة الذي يجب استخدامه في الموقف. وأيضا يجب أن يكون القائد مرنًا - قادرًا على تبديل أنماط القيادة عند الضرورة.

### الابتكار الاستكشافي
يشير الابتكار الاستكشافي إلى توليد أفكار وإستراتيجيات وحلول جديدة من خلال استخدام سلوكيات منفتحة تمامًا معروضة في معظم الأحيان من قِبل قادة تحوليين. ويتميز أساس الابتكار الاستكشافي بالبحث والاكتشاف والتجريب والمخاطرة. وهو تركيز المنظمة على توليد أفكار ومنتجات وإستراتيجيات جديدة؛ على عكس الابتكار الاستغلالي، الذي يركز على بناء وتوسيع الأفكار الموجودة بالفعل. وقد أظهرت بعض الدراسات أن الابتكار الاستكشافي والاستغلالي يتطلب هياكل وإستراتيجيات وعمليات وقدرات وثقافات مختلفة. انظر الهيكل التنظيمي المبتكر / الثقافي. ويتطلب الابتكار الاستكشافي المرونة والانتهازية والقدرة على التكيف، وأن يقدم القادة التحفيز الذهني لأتباعهم. وفي هذا النهج للابتكار، فإن أسلوب القيادة المستخدم بشكل أساسي هو القيادة التحولية. ويُعتقد أن السلوكيات المعروضة تحقق النتيجة الإبداعية المرغوبة من الموظفين مع مراعات الفروقات الفردية، والكاريزما، والدوافع الملهمة.
وعلى سبيل المثال، في إحدى الدراسات حول ممارسات الابتكار في AXA للتأمين في أيرلندا، شارك الرئيس التنفيذي جون أونيل في سلوكيات القيادة التحويلية وقدم برنامج "MadHouse" الذي يجمع بين العمال من مختلف الإدارات والمستويات في المنظمة للعمل معًا بطريقة مبتكرة. كانت نتيجة هذه التجربة بعد ستة أشهر 150 فكرة تجارية جديدة للمنتجات والخدمات. وغالبًا ما يتم الرجوع إلى الابتكار الاستكشافي والابتكاربالقيمة المضافة معًا، ولكن من المثير للاهتمام أن القليل من الأبحاث تظهر التوافق بين الاسلوبين. ومع ذلك، هناك اتفاق على أنه في بعض الحالات يجب تحقيق «توازن» لتحقيق أداء الموظف المتميز. وعلى سبيل المثال، لا يتم تنفيذ جميع الأفكار الجديدة، وقد يتم الرجوع لها لاحقًا. وقد تحتاج المنظمة إلى تغييرطريقة تفكيرها وتتبني إستراتيجيات مؤثرة لمراجعة وصقل الفكرة لتتناسب مع الاحتياجات الحالية.

## أسس قيادة الابتكار
لقيادة الابتكار أساس في نظرية مسار الهدف ونظرية القيادة التبادلية. وهناك حاجة أيضًا إلى عناصر معينة داخل المنظمة حتى تنجح قيادة الابتكار. أشار وولف (1994)، كما استشهد به ساروس، كوبر، وسانتورا، (2008) إلى أن أحد العوامل السابقة للابتكار هي الثقافة التنظيمية. وبالمثل، يتفق إيساكسن ولافر وإيكفيل وبريتز (2001) على أن المساعي المبتكرة تفشل إذا لم توجد بيئة داعمة. ويشمل هذا الهيكل التنظيمي الداعم للثقافة / والبيئة تشجيع الإبداع، والاستقلالية، والموارد، والضغوط. وتشمل العناصر الأساسية الإضافية لقيادة الابتكار العمل الإبداعي والقوة العاملة الإبداعية وبعض السمات القيادية.

### جوهر نظرية مسار الهدف
يستخدم أساس نظرية مسار الهدف وجهة نظر مماثلة للقيادة، من حيث أنها تدعم أنواعًا مختلفة من السلوكيات القيادية (على سبيل المثال، السلوكيات التشاركية والداعمة)، تمامًا مثلما تفعل قيادة الابتكار. ومع ذلك، فإنها تعتمد على الموظف والعامل البيئي لتكون فعالة. نشأت فكرة وجود قائد واحد باستخدام أنماط قيادية مختلفة في نظرية مسار الهدف، وارتبطت بالإطار الذي تقوم عليه قيادة الابتكار، والتي تتيح أيضًا تهيئة بيئة عمل تفضي إلى التفكير الابتكاري - وهي عملية توليد الأفكار الأصيلة والمفيدة.
ويتضمن إنشاء هذا النوع من بيئة العمل من خلال قيادة الابتكار سلوكيات القيادة المنفتحة التي تشبه بعض سلوكيات القادة التي تقترحها نظرية مسار الهدف — وعلى سبيل المثال، التأثير التصاعدي والسلوكيات الداعمة / العاطفية. وفي قيادة الابتكار، تشجع هذه السلوكيات الفريق الإبداعي على توليد أكبر عدد ممكن من الأفكار الجديدة ويؤدي إلى تقييم وتنفيذ هذه الأفكار.

### جوهر نظرية القيادة التبادلية
تعتبر نظرية التبادل بين الأعضاء القيادية (النظرية التبادلية) واحدة من اللبنات الأساسية لقيادة الابتكار. تتبع نفس الفكرة التي تتبعها نظرية مسار الهدف وقيادة الابتكار، وهي أن أساليب القيادة المتعددة ضرورية في إدارة المرؤوسين المتعددين، ولكنها تأخذ خطوة إلى الأمام. تتضمن النظرية التبادلية اعتماد أسلوب قيادة فريد لكل موظف. تشير الدراسات السابقة إلى أن نظرية التبادل أثبتت أنها لها تأثير على الابتكار. أظهرت الدراسات أيضًا أن علاقات التبادل بين الأعضاء والقائد يمكن أن تتنبأ بمتغيرات تنظيمية وموقفية كبيرة بما في ذلك الرضا الوظيفي العالي والأداء الوظيفي العالي.
ووجد باسو وغرين (1997) أن السلوك المبتكر مرتبط بجودة تبادل الأعضاء الرائدين حيث تشتمل التبادلات عالية الجودة على مساهمات من القائد والتابع. ومع ذلك، في دراسة أجراها جان لي (2008)، فقط الجانب المتعلق بالولاء في LMX (LMXL) أظهر أنه مرتبط بالابتكار. تم العثور على أساليب القيادة، التحويلية (علاقة إيجابية) والمعاملات (علاقة سلبية)، أن يكون لها تأثير على الابتكار.

### الثقافة/البيئة التنظيمية المبتكرة
أظهرت بعض الدراسات أن الثقافة التنظيمية هي الوسيط للعلاقة بين القيادة التحويلية والابتكار التنظيمي والأداء. وبمعنى آخر، لكي تؤثر القيادة التحويلية على الابتكار التنظيمي، يجب أن تتمتع المنظمة بثقافة مبتكرة قوية بالإضافة إلى قائد يتمتع بنمط القيادة التحويلية.
تشير الثقافة التنظيمية إلى البنية العميقة للمنظمة والمعتقدات المعيارية والتوقعات السلوكية المشتركة. وهذه الثقافة ثابتة إلى حد ما ويمكن أن تؤثر على العلاقات بين المنظمات. وتشيرالبيئة إلى الطريقة التي يدرك بها الأفراد مدى تأثير الثقافة التنظيمية عليهم. وهما مترابطين بالأساس. ويتضمن أحد النماذج المقترحة لتقييم البيئة الإبداعية في المنظمات الأبعاد التالية:

#### تشجيع على الإبداع
التشجيع على الإبداع هو البعد الأكثر ذكرًا في المؤلفات. وتعمل على ثلاثة مستويات رئيسية، كل مستوى يحتوي على جوانب متعددة.

#### التشجيع التنظيمي
المستوى الأول هو التشجيع التنظيمي. ويشمل ذلك تشجيع المجازفة وتوليد الأفكار من جميع مستويات الإدارة، والتقييم العادل والداعم للأفكار الجديدة، والاعتراف ومكافأة الإبداع، وتدفق الأفكار التعاونية عبر المؤسسة. كل من هذه الجوانب له نفس القدر من الأهمية للتشجيع التنظيمي ولكن الجانب الثالث، الاعتراف ومكافأة الإبداع، قد يكون له آثار سلبية إذا كان الغرض الوحيد للانخراط في نشاط ما هو الحصول على المكافأة.

#### تشجيع المشرفين
المستوى الثاني، التشجيع الإشرافي، يسلط الضوء على أدوار المشرفين ومديري المشاريع في وضوح الهدف، والتفاعل المفتوح بين المشرفين والمرؤوسين، والدعم الإشرافي لعمل الفريق وأفكاره. ويشير هذا المستوى من التشجيع إلى مفاهيم القيادة التحويلية والقيادة التبادلية التي تؤكد على أهمية تفاعلات المشرفين والمرؤوسين في الأداء المبتكر.

#### تشجيع فرق العمل
المستوى الثالث من التشجيع هو تشجيع فرق العمل. اذ يؤثر التنوع في خلفيات أعضاء الفريق والانفتاح على الأفكار على الإبداع لأن الأفراد يتعرضون لمجموعة متنوعة من الأفكار الجديدة وغير العادية وقد أثبت هذا النمط أن له تأثير إيجابي على التفكير الإبداعي

#### الاستقلالية
يُعتقد أن الاستقلالية تعزز الإبداع لأن الدراسات كشفت أن الأفراد ينتجون المزيد من العمل الإبداعي ويتكون لديهم دافعًا جوهريًا أكبر عندما يكون لديهم شعور بالسيطرة والملكية على أعمالهم وأفكارهم ويرون أن لديهم خيارًا في كيفية تحقيق أهدافهم، مما إذا كانت هذه الأهداف قد أعطيت لهم من قبل المشرف عليهم أو اختاروها بأنفسهم.

#### الموارد
وقد اقترحت الموارد لتكون مرتبطة مباشرة بالإبداع في المنظمات. فقد تؤدي تصورات الأفراد حول توفر الموارد إلى زيادة الاعتقاد باحتمالية أن تصل الأفكار التي يولدونها إلى مرحلة التنفيذ.

#### الضغوط
تشير الأدلة القليلة الموجودة على بعد الضغط إلى تأثيرات متناقضة إلى حد ما. قد يكون لبعض الضغط تأثير إيجابي إذا كان الضغط ناشئًا عن الطبيعة الصعبة والفكرية للمهمة نفسها، مما يزيد من الدوافع الذاتية. ومع ذلك، إذا تم النظر إلى الضغط الشديد فيمكن أن يقاوم الإبداع. وأشار Amabile et al. (1996) أن هناك شكلين من الضغوط: الضغط الزائد والذي يكون له تأثير سلبي على الإبداع والضغوط الناتجة عن تحدي عبء العمل والذي ينبغي أن يكون له تأثير إيجابي.

#### العوائق التنظيمية للإبداع
وعلى الرغم من أن هناك القليل من الأبحاث حول عمل عوامل البيئة التي تعيق الإبداع، إلا أن بعض الأبحاث تشير إلى أن هذه العوائق تشمل الصراع الداخلي، والتحفظات الشخصية، وهياكل الإدارة الرسمية الصارمة داخل المنظمات. يُنظر إلى هذا البعد على أنه يعمل ضد الاستقلالية ويميل إلى أن يكون له تأثير عكسي حيث قد يرى الأفراد أنهم في بيئة متحكم بها.

### العمل الابداعي
يمكن أن يحدث العمل الإبداعي في أي وظيفة ولكن بشكل أكثر تحديداً يمكن أن يحدث في الوظائف التي توجد فيها مشكلات معقدة وغير محددة وتتطلب حلولًا مبتكرة. وفي الحقيقة أن المشكلات المعقدة والغير محددة، لا تعني بان الابداع مؤكد، بل قد تنطوي عليها جهود محفوفة بالمخاطر. كما أنها تتطلب الكثير من الموارد، وتتطلب الكثير من العمل وتستغرق وقتًا طويلًا وتتطلب مستويات عالية من التحفيز وغالبًا ما تتطلب التعاون. يجب أن يشتمل هذا النوع من العمل أيضًا على توليد أفكار جديدة وتنفيذ أفكار جديدة ويتطلب خبرة من جانب القوى العاملة.

### القوة العاملة المبدعة
هناك حاجة إلى القوى العاملة الإبداعية لقيادة الابتكار لتكون ناجحة. اذ يتمتع المبدعون بخبرة في الموضوع الذي يتطلب الابتكار ويميلون إلى استخدام العمل كمصدر للهوية الشخصية. ولهذا السبب، فإنهم مدفوعون بقوة بفرص الإنجاز المهني والتقدير. عادة ما يتم وصف العمال المبدعين على أنهم يقدرون استقلالهم بشكل كبير؛ وتشمل السمات الإضافية للتخلص الانفتاح والمرونة والتعقيد المعرفي والثقة بالنفس والهيمنة والانطواء. وتسمح أنماط الخصائص التي يعرضها العمال المبدعون عادة لاستكشاف الأفكار البديلة بثقة في ظل ظروف غامضة.

### سمات القائد
تتطلب قيادة الابتكار الناجحة قائدًا له سمات معينة. وتشمل الخبرة في المجال، والإبداع، والقدرة على تنفيذ سلوكيات القيادة التحويلية، والتخطيط والمنطقية، والمهارات الاجتماعية. ويمكن تجنيد قادة مبتكرين من خلال شبكة المحترفون وإحالات مهنية أو العثور عليهم بدلاً من ذلك من خلال التخطيط لتوارث، والذي يتضمن تحديد قادة مبتكرين يعملون بالفعل داخل المنظمة.

## أساليب قيادة الابتكار
بالإضافة إلى هذه الأسس، تلعب العديد من الأنماط دورًا مهمًا في قيادة الابتكار، اذ يتم استخدام كل منها في مراحل مختلفة من عملية الابتكار أو لأنواع مختلفة من الابتكار (القيمة المضافة مقابل الاستكشافية). تتضمن أساليب القيادة المرتبطة بشكل متكرر القيادة التحويلية، وقيادة المعاملات، والقيادة البارعة. نوع القيادة الأكثر ارتباطًا بالابتكار هي القيادة التحويلية.

## الأنشطة الرئيسية لقيادة الابتكار

### توليد الافكار
وكما ذكر أعلاه، قد تكون أساليب القيادة المختلفة والسلوكيات أكثر ملاءمة في المراحل المختلفة من عملية الابتكار. وتدعم الأبحاث الحالية فكرة أنه في عملية توليد الأفكار، تتطلب قيادة الابتكار من القائد استخدام أسلوب أكثر ملائمة للقيادة. خلال هذه المرحلة، يحتاج القائد إلى تعزيز بيئة آمنة للموظفين / أعضاء الفريق لطرح أفكار جديدة وأصيلة وكذلك لتزويد العمال بالموارد اللازمة للقيام بذلك بشكل فعال. وقد وجدت الأبحاث أيضًا أن القادة الذين ينخرطون في سلوكيات غير تقليدية، مرتبطة بالقيادة التحويلية، يُنظر إليهم على أنهم قدوة أقوى، ونتيجة لذلك، يزيدون من الأداء الإبداعي في مرؤوسيهم. وعلى سبيل المثال، من المعروف أن مؤسسي Google يلبسون القبعات واحذية القفز في جميع أنحاء المكتب، وبالتالي يلهمون موظفيهم بالمزيد من التفكيرخارج الصندوق. وتنقل هذه السلوكيات القيادية المنفتحة الأفكار والسلوكيات الغيرتقليدية والتي لا يتم قبولها فحسب، بل يتم تشجيعها أيضًا.

### تقييم الفكرة وتنفيذها
وبالإضافة إلى توفير مناخ لتوليد الأفكار، تتطلب قيادة الابتكار أيضًا من القادة التأكد من أن عملية توليد الأفكار لا تلقي بظلالها على عمليات التقييم والتنفيذ. خلال هذه المراحل من القيادة، يجب على القادة دعم بعض الأفكار مع التخلي عن الأفكار الأخرى ووضع الأفكار المدعومة موضع التنفيذ. ويجب أن يتحول دور القائد من الأسلوب التحولي إلى أسلوب القيادة العملية، الأمر الذي ينطوي على كونه أكثر مباشرة ونقدًا تجاه الأفكار الناتجة. ويحتاج القائد الآن إلى ضمان إجراء مناقشات بناءة حول الأفكار المبتكرة بين مرؤوسيه. اذ يعمل هذا على تقييم فائدة كل فكرة، والتخلي عن تلك الأفكار التي لا تبدو قابلة للتطبيق للمنظمة أو الهدف، ودفع الأفكار التي تبدو قابلة للتطبيق إلى مرحلة التنفيذ. ويجب على القائد تبني ما يعرف باسم سلوكيات القيادة المنغلقة لتحقيق ذلك. وبدلاً من تحفيز توليد الأفكار، يجب على القائد تحويل التركيز من توليد أفكار جديدة إلى صقل الأفكار الحالية لتحقيق تقدم نحو الهدف، وتنفيذ الفكرة في النهاية. وهذا التحدي المتمثل في تحقيق التوازن بين أساليب القيادة المختلفة عند الحاجة يسمى المفارقات في القيادة. من المهم النظر في دور القيادة المتنوعة، حيث يجب أن يكون القائد قادراً على التبديل بين أدوار القيادة وأساليبها عند الضرورة لقيادة الابتكار بنجاح. وتناقش مفارقات القيادة الابتكار أدناه.

## قيادة الابتكار والتأثير
اعتمادًا على نوع نمط القيادة الذي يتبناه قائد الابتكار، قد يكون للقائد تأثير مباشر أو غير مباشر على موظفيه.

### التأثيرات المباشرة
أشكال التأثير المباشر في الابتكار:
- توفير المدخلات الإبداعية واقتراح الفكرة للموظفين
- تزويد الموظفين بأهداف واضحة وملموسة
- تخصيص الموارد التنظيمية (أي الإنفاق على البحث والتطوير، القوى العاملة) لتنفيذ الأفكار

### التأثيرات الغير مباشرة
تحصل التأثيرات غير المباشرة على نفس النتائج دون تقديم إرشادات واضحة للموظفين. وهذه الأنواع من التأثيرات تشمل:
- تهيئة مناخ داعم للإبداع داخل المنظمة
- العمل كنموذج يحتذى به في التفكير الابتكاري
- تزويد الموظفين بالمكافآت والتقدير للتفكير الإبداعي
- التعيين وتكوين الفريق (أي تجميع فرق مع مجموعات مهارات محددة مطلوبة للتفكير الإبداعي، أو تعيين موظفين لديهم شخصيات إبداعية دون تخطيط لما يعملون عليه).

## النموذج المقترح لقيادة الابتكار
كان النموذج المقترح لقيادة الابتكار هو نموذج عملية متعددة المستويات للابتكار، ويستخدم القيادة المباشرة وغير المباشرة في عمليات الابتكار المذكورة في القسم أعلاه لتعزيز عملية الابتكار. وفي النموذج، تؤثر القيادة ذات التأثيرالغير مباشر على عملية الإبداع الفردي (مرحلة التوليد) وإبداع الفريق (مرحلة التقييم). وتؤثر القيادة ذات التأثير المباشر على عملية إبداع الفريق (مرحلة التقييم) وعملية الابتكار التنظيمي (مرحلة التنفيذ). ويمثل مربع الإبداع الفردي (مرحلة التوليد) في النموذج عملية الفرد الذي يولد الفكرة أو الأفكار الأولية ويقترحها على فريقهم. ويمثل مربع إبداع الفريق (مرحلة التقييم) عملية أخذ الفريق لتلك الفكرة، وإجراء التعديلات عليها وصقلها إلى ان تصنع النماذج الأولية، أو الرسومات الرسمية، أو عمليات المحاكاة. ويمثل مربع الابتكار (التنفيذ) التنظيمي أخذ هذه النماذج الأولية أو الرسومات أو المحاكاة واختبارها وتقييمها وربما إنتاجها على نطاق واسع.
ينبغي ذكر سمتين رئيسيتين هامتين لهذا النموذج:
1. المراحل الثلاث للابتكار (توليد الأفكار والتقييم والتنفيذ) ليست مستقلة عن بعضها البعض.
2. يجب عدم عرض المراحل في النموذج بطريقة «القفل»، مما يعني وجود تأثيرات وأنشطة مؤثرة إلى الخلف وإلى الأمام تؤثر على كل مرحلة من المراحل الثلاث. على سبيل المثال، يتم إنشاء الأفكار ومناقشتها واختبارها فقط لتغذية المعلومات مرة أخرى في النظام، وبدء العملية من البداية مرة أخرى.[51] وتمثل الأسهم الأمامية والخلفية بين الإبداع الفردي والإبداع الجماعي، والاسهم الأمامية والخلفية بين الإبداع الجماعي والمنظمة الابتكارية، بالإضافة إلى السهم من الابتكار التنظيمي إلى الإبداع الفردي، هذه الميزة الأساسية البارزة.

## مفارقات في قيادة الابتكار
قيادة الابتكار معقدة، كما يتضح من نموذج هانتر آند كوشنبيري (2011)، وغالبًا ما تظهر مفارقات تتطلب من القادة تحقيق توازن دقيق بين دورين متعارضين (مثل تشجيع الأفكار المبتكرة مقابل الحد من الأفكار الابداعية لتشمل فقط تلك الأكثر قابلية للتطبيق ومفيدة للمنظمة). يجب إقامة توازن، ليس فقط داخل القادة وسلوكياتهم، ولكن بين المصالح المتضاربة للأطراف المعنية أيضًا. وتشمل هذه المصالح المتضاربة بين القائد والموظفين / فرق، وبين القادة والمواقف / السياق، وبين الموظفين / فرق والمنظمة. قدمت هنتر، ثورغود، ماير، وليجون (2011) التناقضات المحتملة الحرجة التي غالبا ما تواجه قادة الابتكار.

### المفارقة الداخلية
تنطوي المفارقات الداخلية على أدوار متضاربة من ذوي الخبرة وغيرهم لدى القائد.

### المفارقة بالخبرة
تفرض تجربة المفارقة المزدوجة أنه يجب أن يتمتع القائد بخبرة المجال أو يكتسبها مع اكتساب المهارات القيادية اللازمة لإدارة موظفيه وموارده في الوقت نفسه.

### المفارقة في توليد الافكار وتقييمها
تنص مفاهيم تقييم الأجيال على أنه يجب على القائد تشجيع مناخ داعم لتوليد أفكار جديدة والتفكير خارج الصندوق أثناء تقييم هذه الأفكار وإدراك أن الأفكار الإبداعية ليست كلها مفيدة وأن الكثير منها قد تفشل (في حين لا تكون حرجة للغاية) والسلبية لتلك الأفكار).

### المفارقة على مستوى الفرق
تنطوي مفارقات مستوى الفريق على تضارب المصالح بين القائد والموظفين / الفرق

### مفارقة في تماسك الشخصية الخلاقة
تعتمد تماسك الشخصية الإبداعية على البحث الذي توصل إلى أن العمال المبدعين يقدرون بشكل عام الاستقلالية ونتيجة لذلك، غالبًا ما يفضلون العمل بمفردهم. ويوضح هذا التناقض الصعوبة التي يواجهها القادة في تزويد موظفيهم بالحكم الذاتي الذي يجب أن يكونوا مبدعين فيه، مع تعزيز تماسك الفريق (أو التقارب) لتسهيل تبادل الأفكار. اذ يجب أن يحرص القائد أيضًا على عدم تشجيع التماسك المفرط، لأنه قد يثني أعضاء المجموعة عن الاختلاف (حتى مع عدم الاتفاق بشكل بنّاء) مع زملائهم من أعضاء المجموعة في محاولة لعدم الإساءة إليهم أو «تعم الفوضى».

### المفارقة في رؤية الاستقلالية
تسلط المفارقة في رؤية الاستقلالية الضوء على المعضلة التي يواجهها القائد بين توفير البنية والتوجيه لفريق فيما يتعلق برؤية الهدف، مع الحذر في الوقت نفسه واعطاء الفريق استقلالية كافية، لا سيما بالنظر إلى حقيقة أن العمال المبدعين للغاية غالبا ما يكونون مستقلون. وعند التقدم نحو الابتكار، قد يؤدي توفير عدد كبيرة في الهيكل إلى رد فعل عنيف من الموظفين الذين يشعرون بأن استقلاليتهم يتم اخذها منها.

### الاختلاف في تقييد الحرية
تؤكد مفارقة قيود الحرية على أن قادة الابتكار بحاجة إلى إتاحة الوقت الكافي للموظفين لتطوير المساعي الإبداعية وتوفير الموارد اللازمة للقيام بذلك. وفي الوقت نفسه، يجب على القائد الحرص على توفير ما يكفي من التحديات بحيث لا يزال لديهم الدافع لاستكمال المهمة وعدم توفير الكثير من الموارد التي لها «تأثير قاتل» على الإبداع.

### المفارقات الموقفية
تنطوي مفارقات الموقف على تضارب المصالح بين القادة والمواقف التي يواجهونها.

### المفارقة بالدوافع الخارجية
يرى التناقض الجوهري الخارجي أنه بدلاً من توفير أدوات تحفيز خارجية أكثر سهولة مثل المكافآت والزيادات في الرواتب، يجب على القادة تقديم الحوافز الجوهرية، والتي تأتي عمومًا من داخل الموظف، إلى موظفيهم. ويعتمد هذا التناقض على النتائج التي تشير إلى أن الدافع الجوهري هو عامل رئيسي في تسهيل الإبداع وقد تؤدي المحفزات الخارجية إما إلى إعاقة الإبداع أو لها علاقة غير واضحة بالإبداع.

### مفارقة طويلة الأمد
يفرض التناقض المحلي طويل الأجل أن قادة الابتكار يجب أن يحافظوا على تفوقهم الإبداعي من خلال مراقبة الفرص المحتملة والاستفادة منها، حتى في ظل خطر وضع تلك الأفكار أعلاه أو حتى الاستغناء عن الأفكار التي كان قد ألهمها من قبل فرق. ويجب أن يكون القائد قادرًا أيضًا على تطوير فرق تتسم بالمرونة الكافية ليكون متحمسًا للأفكار التي ربما تكون قد حلت محل فكرتهم الخاصة التي تم تسهيلها وإلهامها ودعمها من قبل قائدهم. هذا هو المكان الذي تكون فيه المفارقة واضحة للعيان.

### المفارقة في العلاقات الخارجية
تنطوي مفارقة التعاون في مجال المنافسة على قائد يقوم بتطوير علاقات خارجية مفتوحة مع منظمات أخرى لاكتشاف فرص الابتكار المحتملة، مع ضمان حماية الأفكار الناشئة للمنظمة في بيئة تنافسية.

### مفارقة التعامل مع التغذية الراجعة
تتضمن مفارقة التعامل مع التغذية الراجعة قادة يبحثون عن مشورة العملاء والعميل ويستخدمون ملاحظاتهم تجاه المساعي المبتكرة إلى حد ما، مع الحفاظ على السيطرة على الرؤية وعدم ترك ردود الفعل تملي عليهم - حيث ينتقد العملاء والعملاء الابتكارات في وقت مبكر.

### المفارقة في التعامل مع النجاح والفشل
مفارقة النجاح هي فكرة أن قادة الابتكار يجب أن يضمنوا ثقافة تنظيمية آمنة مستعدة لاحتضان المخاطر والفشل، مع التأكد في الوقت نفسه من أن المنظمة تنتج أيضًا منتجات وخدمات ناجحة على الرغم من تبني المخاطر والأخطاء.

### مفارقات إضافية
مفارقات إضافية حددها هنتر وآخرون. (2011) التي لا تنطوي مباشرة على القائد ولكن تجدر الإشارة إليها هي المفارقات التي تحدث بين الفرق والمنظمة. وتشمل هذه المفارقات المفارقة في تماسك الفرق، ومفارقة تقييم الانتصار، ومفارقة تكلفة الابتكار.

## النتائج
تتضمن نتائج الريادة في الابتكار إلهام الموظفين لإنشاء وتنفيذ أفكار جديدة للمنتجات والخدمات والتقنيات. وبالإضافة إلى ذلك، يمكن أيضًا استخدام هذه الأفكار الجديدة لحل المشكلات داخل المؤسسة. ويوضح هذا أن الابتكار الذي تحفزه قيادة الابتكار يمكن ترجمته عبر العديد من الصناعات ويمكن استخدامه لأغراض متعددة. وفي نهاية المطاف، يمكن للإلهام والبدء في الابتكار التنظيمي من خلال قيادة الابتكار أن يخدم تقدم المنظمة إلى المستوى أفضل.

## أمثلة واقعية لقيادة الابتكار
الشركات التي تستخدم القيادة المبتكرة تشمل 3M، والتي تتيح للموظفين العمل في مشروع يختارونه لمدة 15% من وقتهم.
وبالمثل، تتيح Google للموظفين يومًا واحدًا في الأسبوع للعمل في مشروعهم الخاص.
يُسمح لموظفي Zappos بتزيين مقصوراتهم «بشكل جذري» ويتم تشجيعهم على الضحك والمتعة في العمل في العروض الاستعراضية داخل المكتب.